# عدة الهبوط
تختلف عجلات هبوط الطائرات عن العجلات المستخدمة في السيارات من حيث الشكل والميلان، حيث أن إطارات السيارات يتطلب منها العمل مدة طويلة وحمل أوزان كبيرة نوعاً ما وسرعة عالية لذلك توضع لها كمية قليلة من
الميلان تكون تقريباً 12-14%، أما بالنسبة لإطارات الطائرات يجب أن تكون قوية بما يكفي لتمتص الصدمات القوية عليها خلال الهبوط وأيضاً خلال السرعات العالية عند الإقلاع وفترة دوران الإطارات على الأرض محدودة لذلك نسبة ميلان الإطارات هي 32 - 35%.

## أنواع عجلات الطائرة

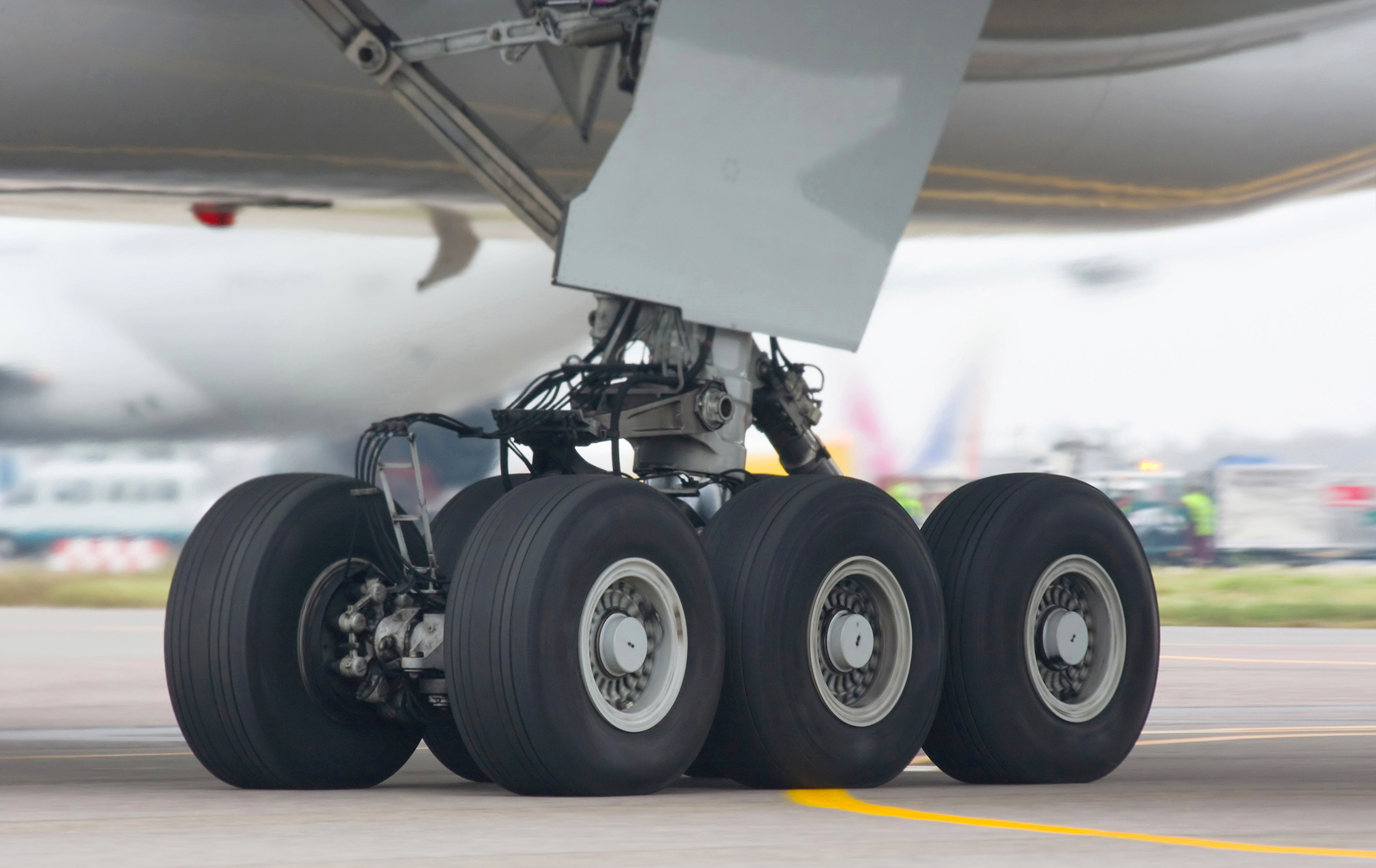
عجلات طائرة من نوع بوينغ 777.

تقسم إطارات الطائرات حسب النوع والحجم وعدد الطبقات ومن حيث أنها أنبوبية(TUBE) أو غير أنبوبية (TUEBLESS)، وهناك ثلاثة أنواع من العجلات هي الأكثر شيوعا في استخدمها وهي:

### Type III
هو من أكثر الأنواع المستخدمة حالياً من حيث الضغط المنخفض ويستخدم على الطائرات الصغيرة ذات المحركات المكبسية.

### Type VII
وهو إطار عالي الضغط ويستخدم على الطائرات النفاثة وله القدرة على تحمل أوزان عالية.

### Type VIII
هو إطار عالي الضغط ويستخدم على الطائرات النفاثة التي يكون فيها سرعة إقلاع عالية.

## أماكن العجلات في الطائرة

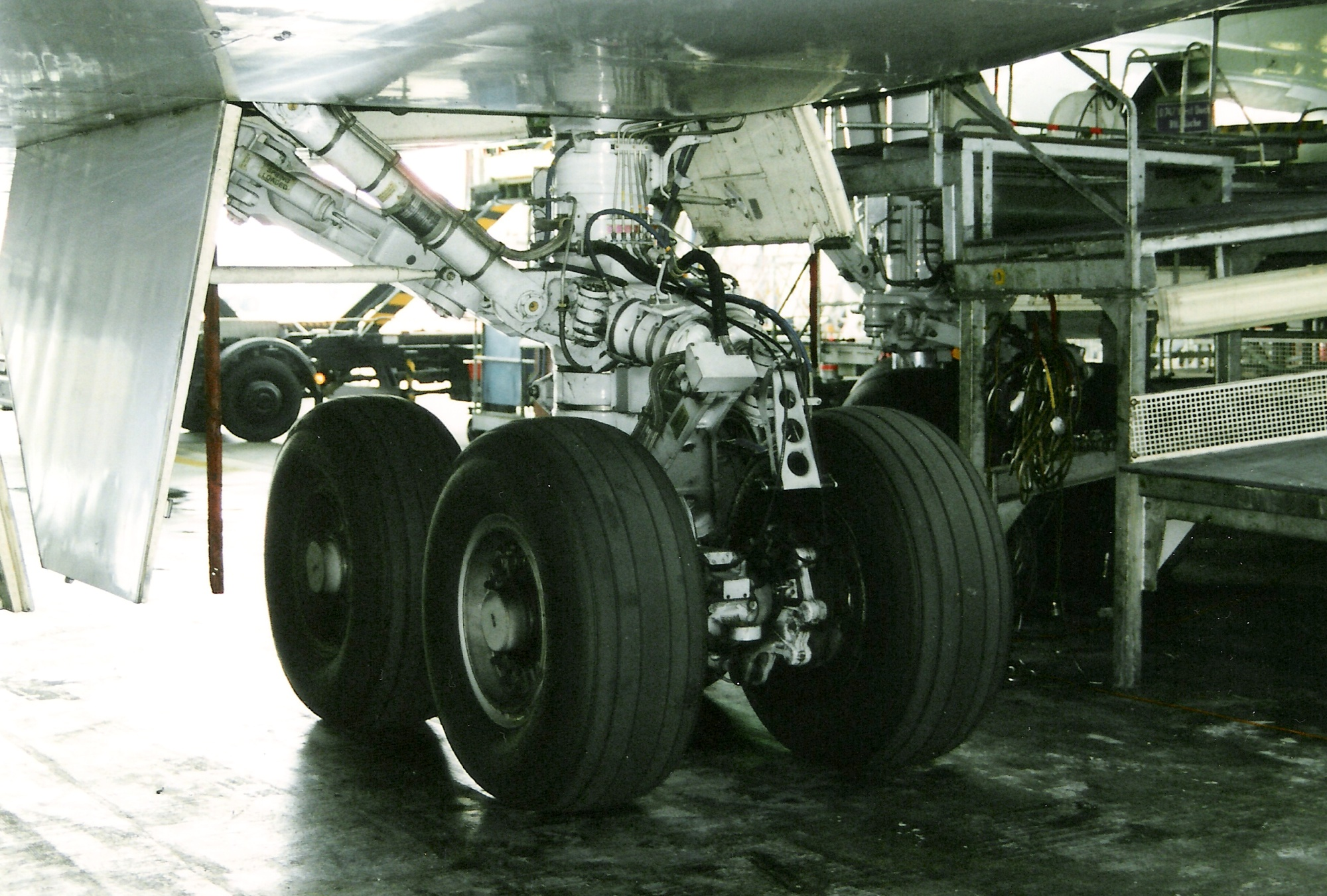
عجلات طائرة من نوع بوينغ 747

تختلف أماكن وجود العجلات من طائرة إلى آخرى، حيث تختلف أماكن وجود العجلات وعددها بين الطائرات الصغيرة والطائرات النفاثة الضخمة، إلا أن أغلبها تشترك في وجود عجلات خلفية وهي موجودة في بطن الطائرة، وعجلات أمامية. تزداد أو تقل عدد العجلات الخلفية على حسب حجم الطائرة، وذلك لإن جسم الطائرة كله يكون مرتكزا على العجلات الخلفية أثناء مرحلة الهبوط، ومن ثم على العجلات الأمامية وهي في الأغلب تكون عجلة واحدة في الطائرات الصغيرة، أو عجلتين في الطائرات النفاثة، وأحيانا تصل إلى أربع عجلات كما هو الحال في الطائرة أنتونوف أن-225.

## المكابح الهوائية في العجلات
وهذه الكوابح موجودة على عجلات الطائرة الخلفية، ولا توجد على العجلات في مقدمة الطائرة، ويوجد زوج من الكوابح على كل العجلات الخلفية وتعمل بواسطة القوة الهيدروليكيه وتقسم إلى:
- كوابح داخليه INNER BRAKES
- كوابح خارجية OUTER BRAKES

والهدف من تقسيمها لمجموعتين هو ان كل مجموعه يتم التحكم بها من مصدر قوه هيدروليكيه مختلفة، نظام مختلف حتى لو فقدنا ضغط الهيدرولك على نظام؛ يعمل معنا الآخر. ويتم التحكم بها من خلال كيابل موصولة بدعسات الكوابح تحت أرجل الطيارين، مثل دواسة البريكات في السيارة، وكلما ضغط عليها الطيار أكثر كلما ضغطت أكثر على العجلات فتوقفها.